# Комедия о Лисистрате
«Комедия о Лисистрате» — советский художественный эротический фильм, снятый режиссёром Валерием Рубинчиком по мотивам комедии греческого драматурга Аристофана «Лисистрата».

## Сюжет
Женщины Спарты и Афин утомлены Пелопоннесской войной, которую ведут их мужья. Чтобы положить конец этому бесконечному противостоянию, молодая вдова Лисистрата собирает всех женщин и убеждает дать клятву в храме Афины не допускать к себе мужчин и жить взаперти до тех пор, пока их мужья не прекратят воевать.
Афинянки запираются в Акрополе, который пытается безуспешно штурмовать Советник. В ответ женщины осыпают его и других воинов насмешками. Однако со временем терпению женщин приходит предел, так что они одна за другой ищут предлог для отлучки домой. Лисистрате приходится увещевать подруг соблюдать клятву. Тем временем, к Миррине приходит её муж Кинесий. Женщина отказывает ему в близости.
Неожиданно является вестница Богов Ирида, чем смущает афинянок, а в это время Советник со своими людьми вновь пытается штурмовать Акрополь. Перед этим все воины обнажаются. Но точно так же поступают и женщины, и их вид приводит мужчин в смятение. Тем временем в Афины с предложением мира прибывают послы из Спарты. Народ ликует. Фильм заканчивается демонстрацией рабочего материала.

## В ролях
- Елена Коренева — Лисистрата
- Валентина Шендрикова — Клеоника
- Ольга Кабо — Миррина
- Ирина Феофанова — Лампито
- Лариса Полякова — Мелина
- Елена Караджова — Илифия
- Марина Гайзидорская — Леда
- Ксения Галицкая — Пифо
- Александр Калягин — Советник
- Константин Райкин — Кинесий
- Евгений Стеблов — Агафон
- Юрий Казючиц — Клисфен
- Борис Хмельницкий — афинский посол
- Леонид Тимцуник — спартанский посол
- Дима Предтеченский — Эрот

## Съёмки

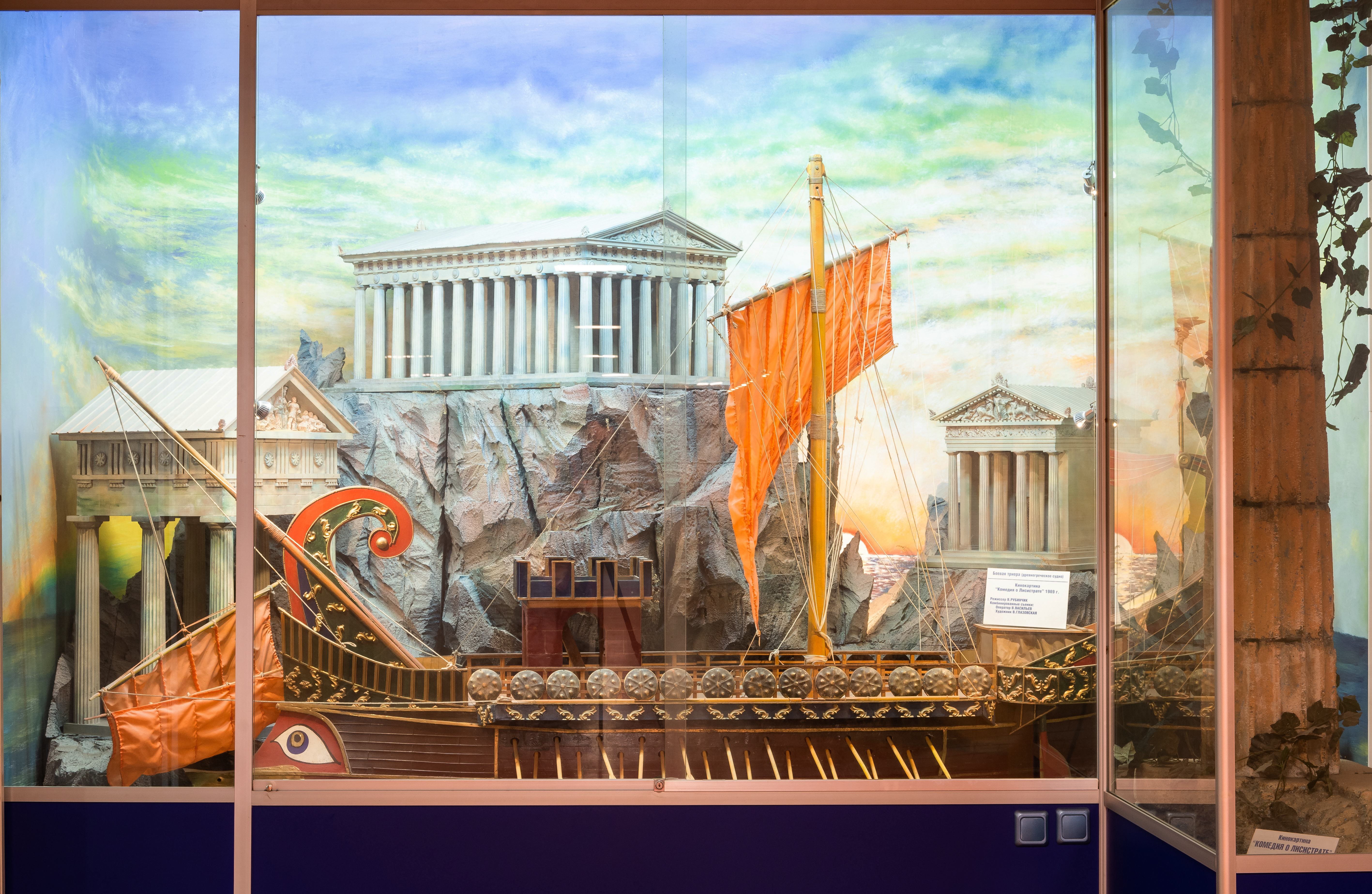
Декорации комбинированных съёмок «Комедии о Лисистрате» (1989) в музее Мосфильма

- Натурные съёмки Афинского Акрополя велись в павильоне студии «Мосфильм». Некоторое время после окончания съёмок декорация Храма Афины Паллады была доступна для посещения экскурсиям[1]:19.
- Натурные съёмки греческой крепости были проведены в крепости Нарын-кала в Дербенте (Дагестанская АССР)[1]:20.